# A Elbereth Gilthonien
A Elbereth Gilthoniel és un himne èlfic escrit en síndarin dedicat a Varda (Elbereth) en El Senyor dels Anells de J. R. R. Tolkien.

## Text

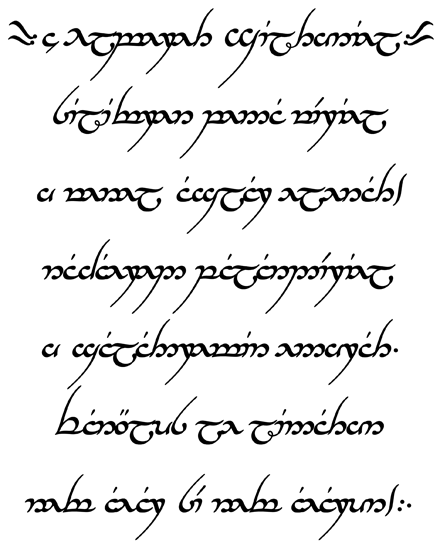
La versió llarga d'"A Elbereth Gilthoniel," també conegut com "Aerlinn in Edhil o Imladris (Himne del elfs de Rivendell)," escrit en tengwar utilitzant el mode de Beleríand.

Hi ha tres versions d'aquest himne, el primer del qual és el text més llarg en síndarin de tota la novel·la:
| A Elbereth Gilthoniel      | Oh, Elbereth, Il·luminadora d'Estrelles,                   |
| silivren penna míriel      | els espurnejos que de vós cauen, brillants com una joia,   |
| o menel aglar elenath!     | la glòria de l'estelada!                                   |
| Na-chaered palan-díriel    | Havent mirat lluny                                         |
| o galadhremmin ennorath,   | des de les terres teixides d'arbres de la Terra Mitjana,   |
| Fanuilos, le linnathon     | a vós, l'Eternament Blanca, cantaré,                       |
| nef aear, sí nef aearon!   | en aquest costat del Mar, aquí en aquest costat de l'Oceà! |
| A Elbereth Gilthoniel      | Oh, Elbereth, Il·luminadora d'Estrelles,                   |
| o menel palan-diriel,      | que mires lluny des del cel,                               |
| le nallon sí di'nguruthos! | a vós suplico ara des de l'ombra de la mort!               |
| A tiro nin, Fanuilos!      | Oh, mira'm, Sempre Blanca!                                 |

## Enquadraments musicals
El 1967 Donald Swann va publicar una versió musical en la partitura del cicle de cançons The Road Goes Ever On. Ell i Donald Elvin també enregistraren aquest cicle de cançons en un LP. L'LP també incloïa un enregistrament de Tolkien llegint aquesta oració. The Road Goes Ever One va republicar-se el 1978 i el 1993, i l'enregistrament va ser alliberat com a CD l'any 1993. El CD contenia només el cicle de cançons (inclosa "A Elbereth Gilthoniël"), però no la lectura de Tolkien.
La dramatització radiofònica d'El Senyor dels Anells duta a terme per la BBC l'any 1981 va incloure una versió composta per Stephen Oliver que va ser alliberada com la segona pista d'àlbum de la banda sonora, la qual és inclosa en algunes de les versions comercials de la producció de la BBC.
En les pel·lícules de Peter Jackson El Senyor dels Anells: La Germandat de l'Anell i El Hobbit: Un viatge inesperat, les primeres línies del poema es poden sentir en la banda sonora quan Frodo Saquet, i Bilbo Saquet, respectivament, entren a Rivendell.
El 2006, The Tolkien Ensemble i Christopher Lee van alliberar una col·lecció de cançons publicades anteriorment, Complete Songs & Poems, la qual va incloure quatre diferent versions musicals del poema.
Una versió composta per David Long amb Plan 9 (David Donaldson, Steve Roche, i Janet Roddick) és breument sentida en l'Edició Estesa del Senyor dels Anells: La Germandat de l'Anell, on Sam i Frodo troben "elfs de fusta" que estan cantant l'himne mentre marxen de la Terra Mitjana. La cançó completa ("El pas dels elfs" / "Lament èlfic") és inclòs en l'edició The Complete Recordings de la banda sonora de la pel·lícula.
La compositora australiana Laura Bishop va compondre la seva pròpia versió d'aquest himne elf. El compositor clàssic noruec Martin Romberg ha posat les lletres a música en la seva obra "Eldarinwë Liri" per cor de noies, el qual també inclou els altres quatre poemes que Tolkien va escriure en llengües èlfiques. L'obra fou estrenada el 2010 pel cor Trio Mediæval al Festivl Internacional de Vestfold International.